# Mayongóng
Mayongóng (Mayongong, Maiongong, Maiongkong, Maiongom, Munangomo, Waiomgomo, Yekuana), brazilski ogranak Maquiritara, Indijanaca karipske jezične porodice, kojih oko 200 živi izolirano u jednom selu na gornjem toku rijeke Auaris u Brazilu. Ime Mayongong brazilski je naziv za brazilske Maquiritare, a ostali njihovio srodnici Yekuane, naseljeni su u južnoj Venezueli. 
I venezuelski Yekuane i brazilski Mayongongi govore istim jezikom.